# 亚历山大·米苏尔金
亚历山大·亚历山德罗维奇·米苏尔金（俄语：Алекса́ндр Алекса́ндрович Мису́ркин，1977年9月23日—）是俄罗斯宇航员。

## 早年
1994年毕业于奧廖爾市第一中学。之后在卡恰军事航空学校学习，1998年9月开始在阿尔马维尔军事航空学校学习，1999年10月以优异成绩获得飞行工程师学位。

## 宇航员生涯
2006年10月，他成为宇航员候选人，开始接受基础培训，2009年6月2日以优异成绩通过考验，6月9日获得实验宇航员资格。

### 远征35/36
莫斯科时间2013年3月29日0时43分（北京时间29日4时43分），载有米苏尔金等宇航员的联盟TMA-08M号载人飞船从拜科努尔航天发射场成功升空，与联盟-FG运载火箭分离后进入预定绕地轨道。
莫斯科时间2013年8月16日18时40分（北京时间22时40分），他和费奥多尔·尤尔齐欣穿着俄制“海鹰-MK”航天服，打开码头号对接舱舱门进入太空，开始了2013年的第三次舱外任务。这次舱外活动的主要是为即将于12月与国际空间站对接的俄罗斯科学号多功能实验舱铺设电缆。
莫斯科时间22日15时40分（北京时间19时40分），他和尤尔齐欣打开舱门，进行本月第二次舱外任务。他们拆卸了星辰号服务舱表面为太空实验“激光通信系统”而设置的机载激光通信终端。他们还在星辰号服务舱表面安装了外设工位，并取回安装在探索号实验舱外的实验涂片。

### 远征53/54
2017年9月13日，搭载远征53/54考察组的联盟MS-06宇宙飞船从哈萨克斯坦拜科努尔航天发射场升空。米苏尔金担任指挥长。
2018年2月2日，他和安东·什卡普列罗夫在舱外进行了复杂的安装作业，无意中打破了单次空间站外作业时长纪录。以前的纪录为8小时7分钟，此次为8小时13分钟。
2018年2月27日晚，他和阿卡巴、马克∙范德赫与留在空间站的任务队员告别，坐上了联盟MS-06飞船。莫斯科时间28日2时08分，飞船与国际空间站分离。2018年2月28日清晨，飞船返回舱降落在哈萨克斯坦杰兹卡兹甘东南146公里处。
统计
| # | 飞船代号    | 发射时间（UTC）       | 任务代号               | 着陆时间（UTC）       | 时间总计     | 舱外活动次数 | 舱外活动时间 |
| - | ----------- | --------------------- | ---------------------- | --------------------- | ------------ | ------------ | ------------ |
| 1 | 联盟TMA-08M | 2013年3月28日20时43分 | 联盟TMA-01M，远征35/36 | 2013年9月11日2时58分  | 166日6时15分 | 3            | 20时01分     |
| 2 | 联盟MS-06   | 2017年9月12日21时17分 | 联盟TMA-20M，远征53/54 | 2018年2月28日2时31分  | 168日5时14分 | 1            | 8时13分      |
| 3 | 联盟MS-20   | 2021年12月8日7时38分  | 不適用                 | 2021年12月20日3时13分 | 11日19时34分 | 不適用       | 不適用       |
|   |             |                       |                        |                       | 346日7时3分  | 4            | 28时14分     |

## 荣誉
- 俄罗斯联邦宇航员和俄罗斯联邦英雄荣誉称号（2016年）[10]
- 四级“祖国功勋”勋章（2019年）[11]

## 图集

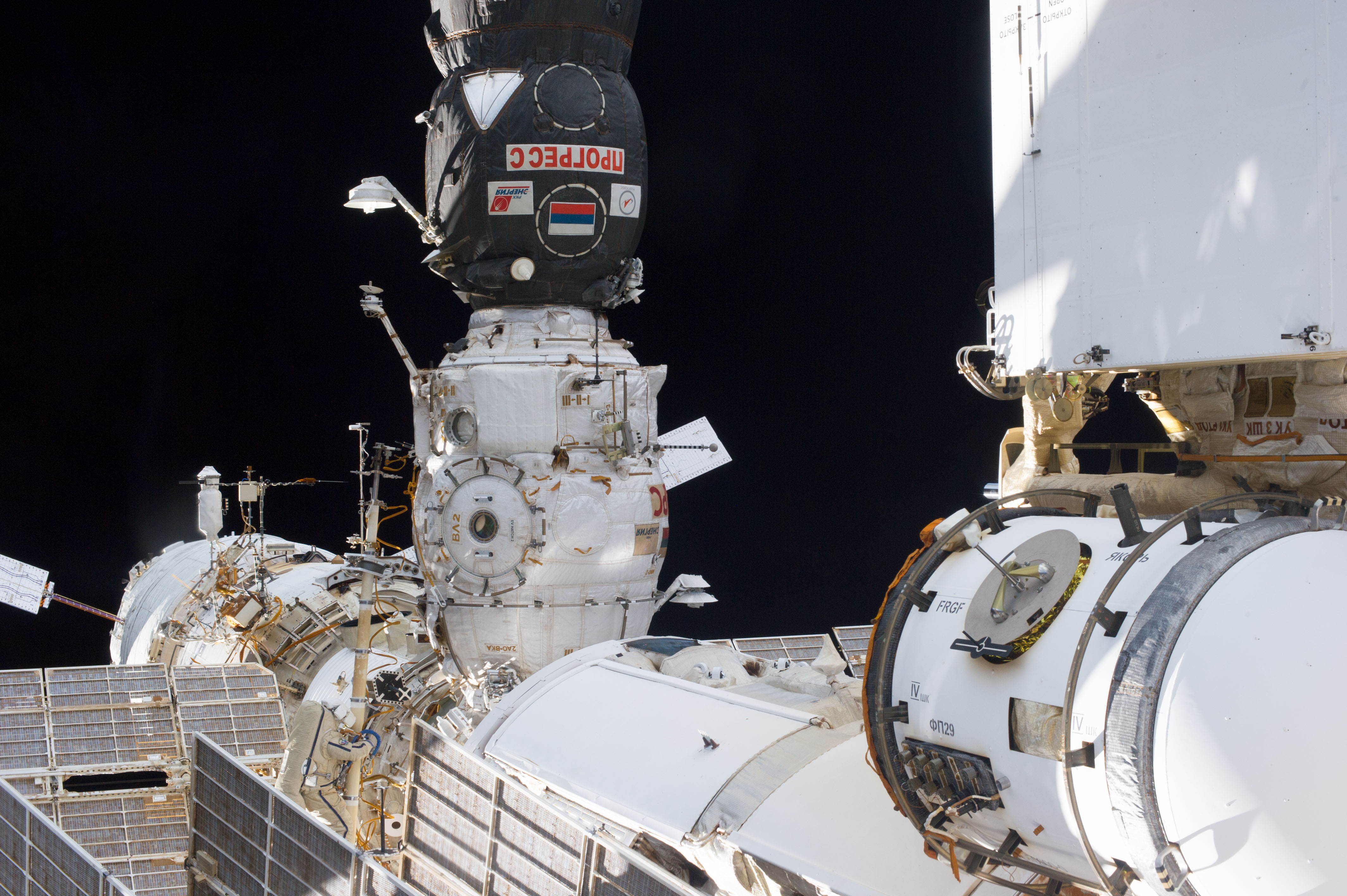
舱外活动
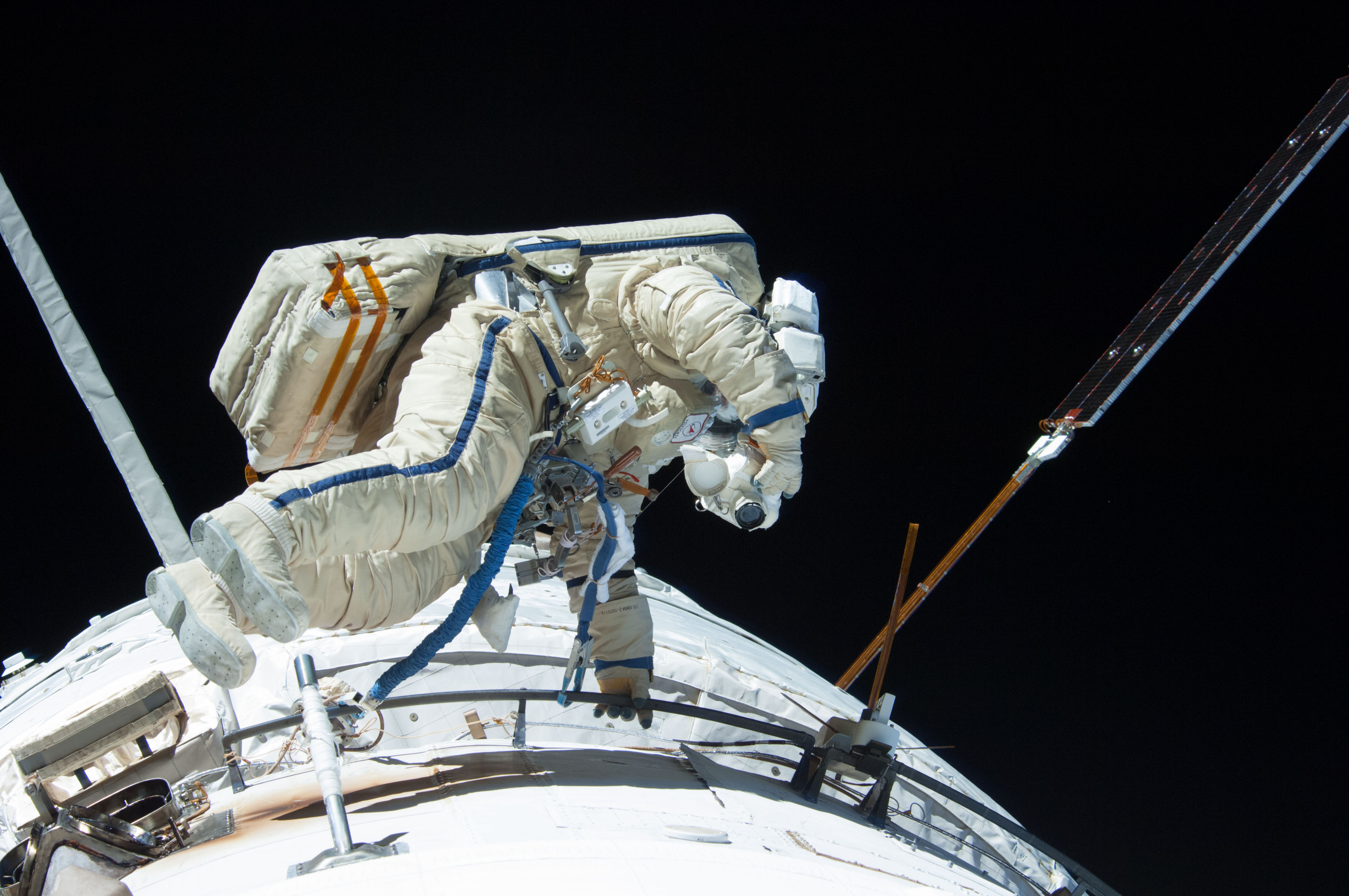
舱外活动
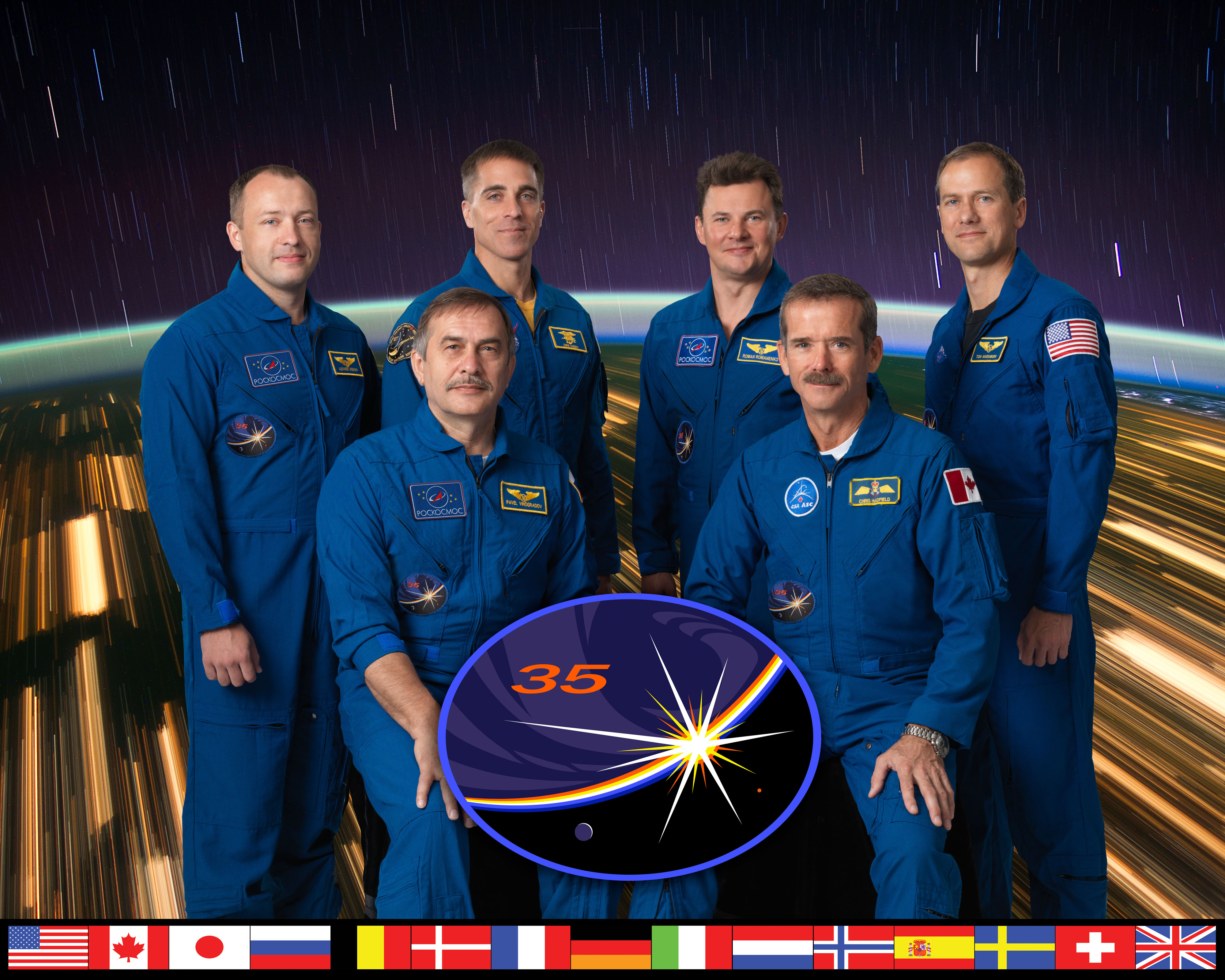
远征35队员合影
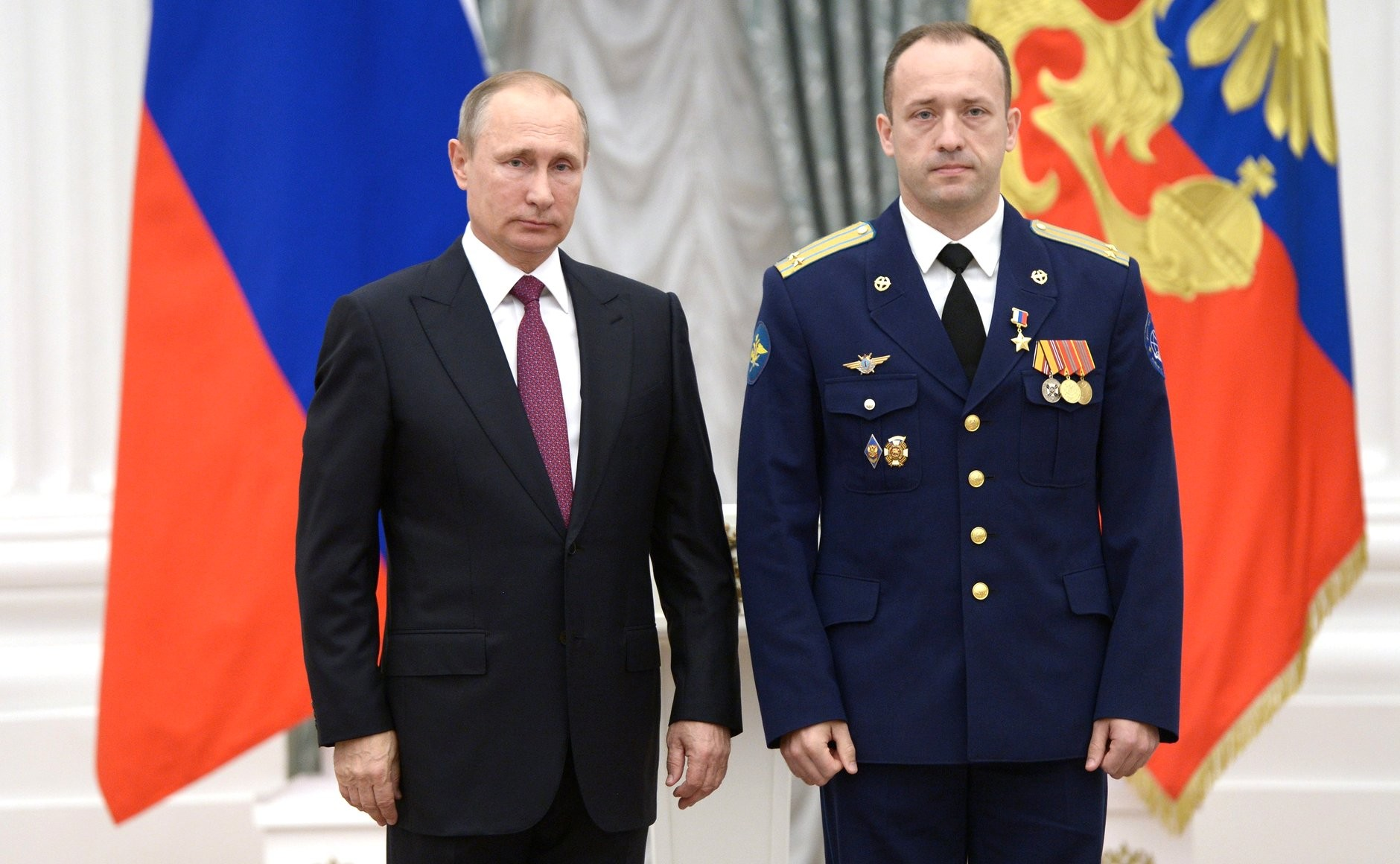
俄罗斯联邦英雄颁奖仪式上与普京合影